# Tashard Choice

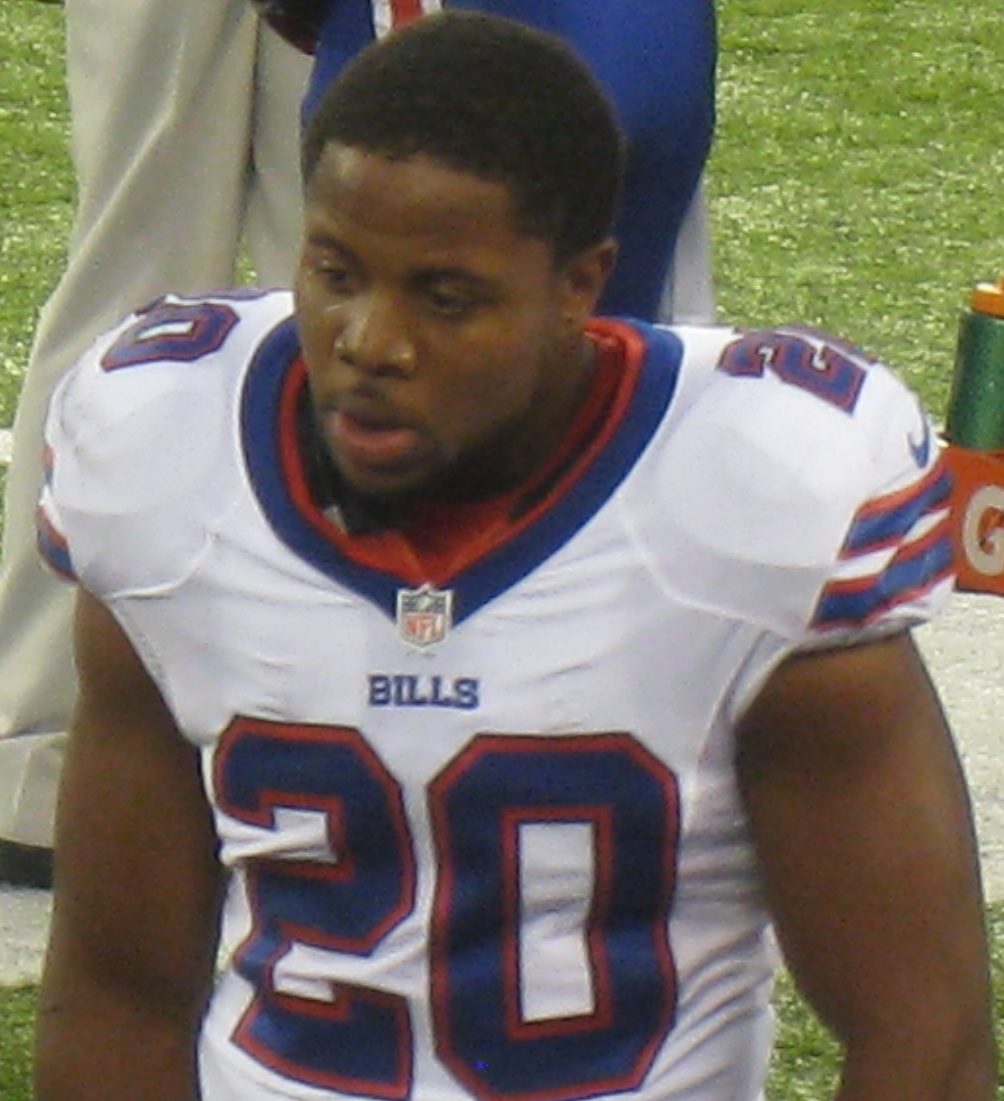
Tashard Choice

Tashard J. Choice (30 de novembro de 1984, Thomasville, Geórgia) é um ex jogador de futebol americano que atuava como running back na National Football League. Jogou futebol americano universitário pelo Instituto de Tecnologia da Geórgia. Foi escolhido na quarta rodada do Draft de 2008 da NFL.
Choice começou sua carreira universitária na Universidade de Oklahoma mas transferiu-se para o Instituto de Tecnologia da Geórgia.

## Carreira como profissional

### 2008
Choice foi selecionado na quarta rodada do Draft de 2008 da NFL pelo Dallas Cowboys. A primiera jogada como profissional foi contra o Cleveland Browns, onde ele carregou a bola 5 vezes para 26 jardas. Ele foi mais usado no special teams durante sua primeira temporada. Ele não carregou a bola até a Semana 7 contra o St. Louis Rams, onde ele correu 2 vezes com a bola para 13 jardas. Mas após as contusões de Marion Barber e Felix Jones, Choice teve sua maior oportunidade contra o Pittsburgh Steelers, que tinha a melhor defesa da liga contra o jogo corrido. Choice correu com a bola 23 jardas para 88 jardas e fez 5 recepções para 78 jardas. Na semana seguinte contra o New York Giants, Choice marcou seu primeiro touchdown. Ele terminou seu primeiro ano na liga com 472 jardas terrestres, 185 jardas de recepção e 2 touchdowns.

### 2009
Choice começou a temporada atrás de Marion Barber e Felix Jones no rosters mas uma série de contusões deu mais tempo de jogo para Choice na Semana 3 contra o Carolina Panthers. Choice carregou a bola 18 vezes para 82 jardas e fez um touchdown na vitória de Dallas. Choice foi usado pelo Cowboys mas na formação de Razorback, uma variação da formação Wildcat. Choice terminou aquela temporada com 349 jardas terrestres, 132 jardas de recepção e 3 touchdowns.

### 2011
O ano começou com muitas contusões para o jogador. Ele então foi escalado como reserva do running back Felix Jones. Ele foi dispensado do time em 29 de outubro. Tashard Choice terminou sua carreira com o Dallas Cowboys com 250 corridas para 1 139 jardas e 8 touchdowns terrestres. Choice também fez 64 recepções para 497 jardas.

#### Washington Redskins
Em 31 de outubro de 2011, Choice assinou com o Washington Redskins. Ele foi dispensado em 22 de novembro. Ele só apareceu em um jogo com o Redskin, conquistando apenas 7 jardas terrestres.

#### Buffalo Bills
O Buffalo Bills contratou Choice em 23 de novembro de 2011. Ele atuou por seis jogos pelo Bills na temporada de 2011, conseguindo 70 jardas terrestres e um touchdown. Ele renovou seu contrato com o time em 24 de março de 2012. Contudo, em 4 de dezembro de 2013, Tashard foi dispensado.

### Indianapolis Colts
O Indianapolis Colts anunciou que fechou um acordo com o jogador em 9 de dezembro de 2013. Ele foi dispensado ao fim da temporada.

### Números da carreira
- Corridas: 372
- Jardas terrestres: 1 579
- Jardas corridas: 4,2
- Touchdowns: 10